# Geografia das Ilhas Salomão
As Ilhas Salomão são uma grande nação insular que se situa a leste da Papua-Nova Guiné e que consiste de muitas ilhas: Choiseul, as ilhas Shortland, as ilhas da Nova Geórgia, Santa Isabel, as ilhas Russell, as ilhas Florida, Malaita, Guadalcanal, Sikaiana, Maramasike, Ulawa, Uki, San Cristobal, Santa Ana, Rennell, Bellona e as ilhas de Santa Cruz. A distância entre as ilhas situadas mais a leste e as situadas mais a oeste é de cerca de 1500 km. As ilhas de Santa Cruz, em especial, localizadas a norte de Vanuatu (país de que faz parte Tikopia), estão isoladas mais de 200 km das outras ilhas. Existem vulcões em vários graus de actividade em algumas das ilhas maiores, ao passo que a maior parte das menores são apenas pequenos atóis cobertos de areia e palmeiras.